# Морский перший (М-1)
Морський-перший (М-1) — двомісний біплан, зконструйований Д. П. Григоровичем. Восени 1913 здійснив свій перший політ, що стало початком розвитку гідроавіації. 2 грудня 1914 літак був повністю розбитий при виконанні навчального польоту.

## Льотні і технічні характеристики
- Розмах верхнього крила, м — 10,28
- Довжина в лінії польоту, м — 7,96
- Площа крил, м² — 26,60
- Вага порожнього, кг — 400
- Польотна вага, кг — 650
- Двигун — «Гном», потужністю 50 к. с.
- Швидкість, км/год — 90
- Екіпаж, чол. — 2
- Озброєння — немає[2]